# 테툼어
테툼어는 오스트로네시아어족에 속하는 언어로, 포르투갈어와 함께 동티모르의 공용어이다.
주요 방언은 딜리 방언으로 불리는 Tetun Dili/Tetun-Prasa(의미는 ‘도시의 테툼(어)’이라는 뜻)과, 공식적으로 사용되는 Tetun-Terik이다. 이외에도 Tetun-Belu라고 불리는 방언이 서티모르에서 공식 언어로 사용된다.
포르투갈어는 포르투갈령 티모르에서 사용되었고, Tetun-Prasa는 lingua franca의 주요 방언이 되었다.
16세기 티모르 섬이 포르투갈의 식민지가 되면서 포르투갈어의 영향을 받았으며, 오늘날에도 포르투갈어에서 온 차용어가 많다.
표기에는 로마자를 쓴다.

## 음운론

### 모음
|        | 전설 모음 | 중설 모음 | 후설 모음 |
| ------ | --------- | --------- | --------- |
| 고모음 | i         |           | u         |
| 중모음 | e         |           | o         |
| 저모음 |           | ä         |           |

### 자음
|        | 양순음 | 양순음 | 치경음 | 치경음 | 경구개음 | 경구개음 | 연구개음 | 연구개음 | 성문음 | 성문음 |
| ------ | ------ | ------ | ------ | ------ | -------- | -------- | -------- | -------- | ------ | ------ |
| 비음   | m      | m      | n      | n      |          |          |          |          |        |        |
| 파열음 | p      | b      |        |        |          |          | k        | ɡ        | ʔ      | ʔ      |
| 마찰음 |        |        | s      | z      | ʃ        | ʒ        |          |          | h      | h      |
| 접근음 |        |        | l      | l      | j        | j        | w        | w        |        |        |
| 탄음   |        |        | ɾ      | ɾ      |          |          |          |          |        |        |

## 한글 도입 소동
2004년 1월 10일, 경북대학교는 당시 동티모르의 대통령 샤나나 구즈망의 부인이었던 커스티 소드 구즈망에게 한글로 테툼어를 표기하는 것을 제안했다는 내용의 보도자료를 발표했다. 하지만 나흘 뒤, 실제로는 그런 얘기를 하지 않았으며, 외교 마찰이 우려되어 그런 일을 진행하지 않겠다고 해명했다.

## 같이 보기
- 동티모르의 언어 상황